# Maig francès
El Maig francès o Maig del 68 (en francès: Mai 68), és el nom amb què es coneixen una sèrie d'importants protestes, vagues i manifestacions succeïdes a França en la primavera de 1968. Va ser fonamentalment un moviment estudiantil que va ser simultani a d'altres arreu del món, com els de Tòquio o Mèxic.
Els fets van iniciar quan es van produir una sèrie de vagues estudiantils en nombroses universitats i instituts de París, seguides de confrontacions amb la universitat i la policia. Els estudiants protestaven contra el capitalisme, el consumisme, l'imperialisme americà i les institucions tradicionals de l'establishment.
L'intent de l'administració de Charles de Gaulle d'ofegar les vagues mitjançant una major càrrega policial només va contribuir a encendre els ànims dels estudiants, que van protagonitzar batalles campals contra la policia al Barri Llatí i, posteriorment, una vaga general d'estudiants i vagues diverses secundades per fins a 11 milions de treballadors en tot el territori francès (dos terços del total de treballadors), que reclamaven millores en les condicions laborals. Les protestes van arribar a un punt tal que De Gaulle, tement una guerra civil o una revolució, va abandonar del país per unes hores, va dissoldre l'Assemblea Nacional francesa i va convocar eleccions parlamentàries anticipades el 23 de juny de 1968.
El govern es trobava, en aquest punt, a la vora del col·lapse i l'economia aturada, però la situació revolucionària es va evaporar tan ràpid com havia sorgit. Els treballadors, després d'haver aconseguit importants millores salarials, van tornar a la feina, a petició de la Confédération Générale du Travail, sindicat esquerrà, i del Partit Comunista Francès. Quan es van celebrar les eleccions, el partit gaullista va emergir més fort que abans.
Molts dels manifestants van assumir causes d'esquerres, com el comunisme, el rebuig a la Guerra del Vietnam, l'anarquisme o el situacionisme i d'altres van veure els fets com una oportunitat de canviar la "vella societat" en molts aspectes socials, com els mètodes educatius i la llibertat sexual. Les protestes destil·laren en tot moment un potent moviment artístic amb cançons, grafits, pòsters i eslògans que perduraren durant anys en la cultura popular.
El llegat del maig francès ressona dècades després dels fets i es considera un punt d'inflexió social, cultural i moral en la història del país. Alain Geismar, un dels líders del moment, destacà anys després que el moviment hauria triomfat com a revolució social, malgrat no fer-ho en el terreny polític. Els fets s'emmarquen en un moviment contracultural molt més ampli a nivell mundial que inclou esdeveniments com l'Estiu de l'amor, els Moviments pels drets civils o la Primavera de Praga.

## Antecedents
El febrer de 1968, els comunistes francesos i el Partit Socialista havien format una aliança electoral. Els comunistes generalment donaven suport als candidats socialistes en les eleccions però en la "Declaració de Febrer" els dos partits van acordar la formació d'un front comú per reemplaçar el President Charles de Gaulle que portava nou anys en el càrrec. El 22 de març diversos grups d'extrema esquerra, un petit nombre de poetes i músics destacats, i uns 150 estudiants van ocupar un edifici administratiu a la Universitat de París a Nanterre i van celebrar-hi una reunió sobre discriminació de classe a la societat francesa i sobre la burocràcia política controlava el finançament de la universitat. L'administració de la universitat va cridar a la policia, que va envoltar la universitat. Després de publicar les seves demandes, els estudiants van abandonar l'edifici sense incidents. Després d'aquest primer episodi, alguns líders del que s'anomenaria "Moviment del 22 de març" van ser convocats pel comitè disciplinari de la universitat en vistes a l'obertura d'un expedient.

## Esdeveniments de maig

### Vagues d'estudiants

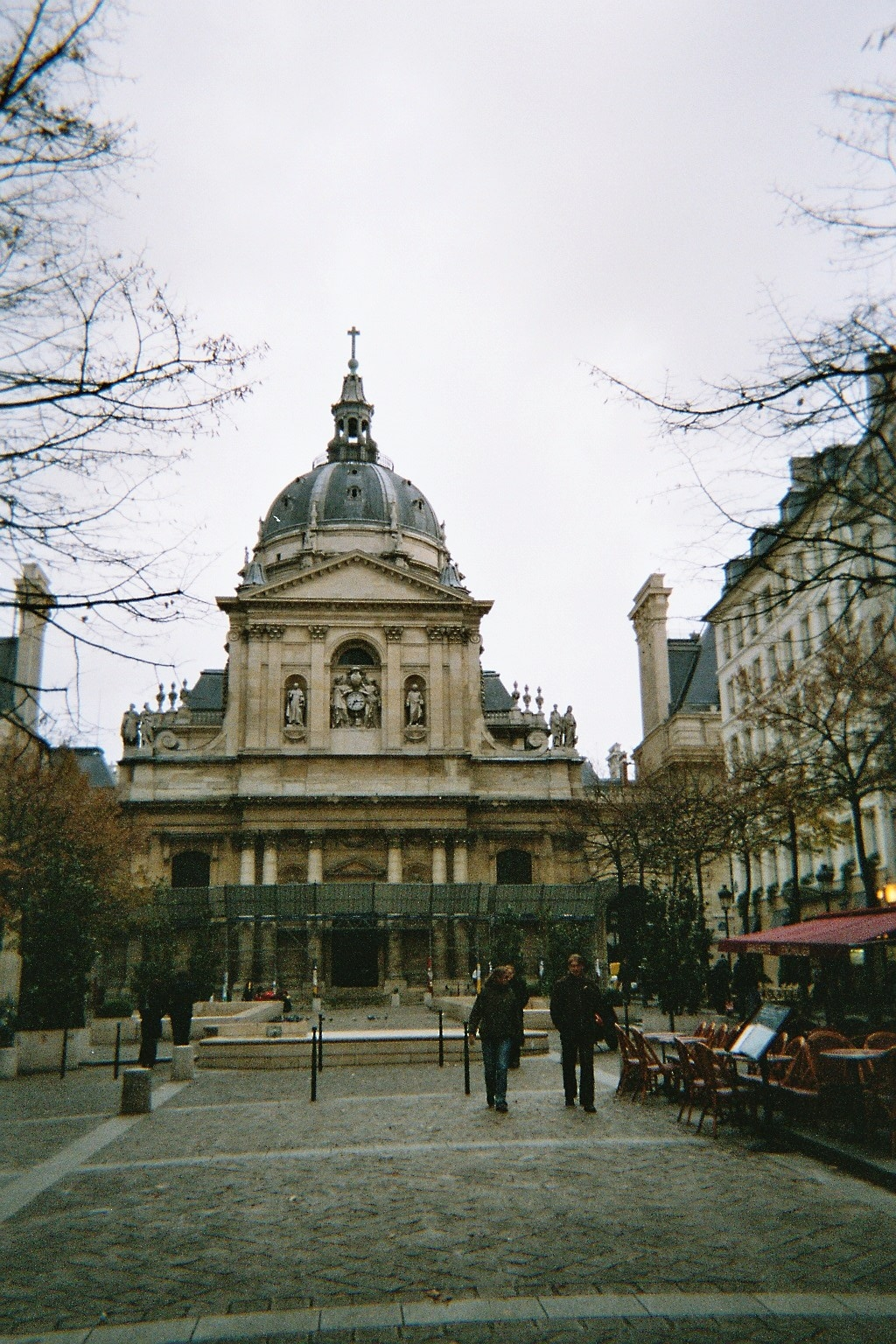
Plaça de La Sorbona al Barri Llatí de París, un dels llocs principals de les protestes.

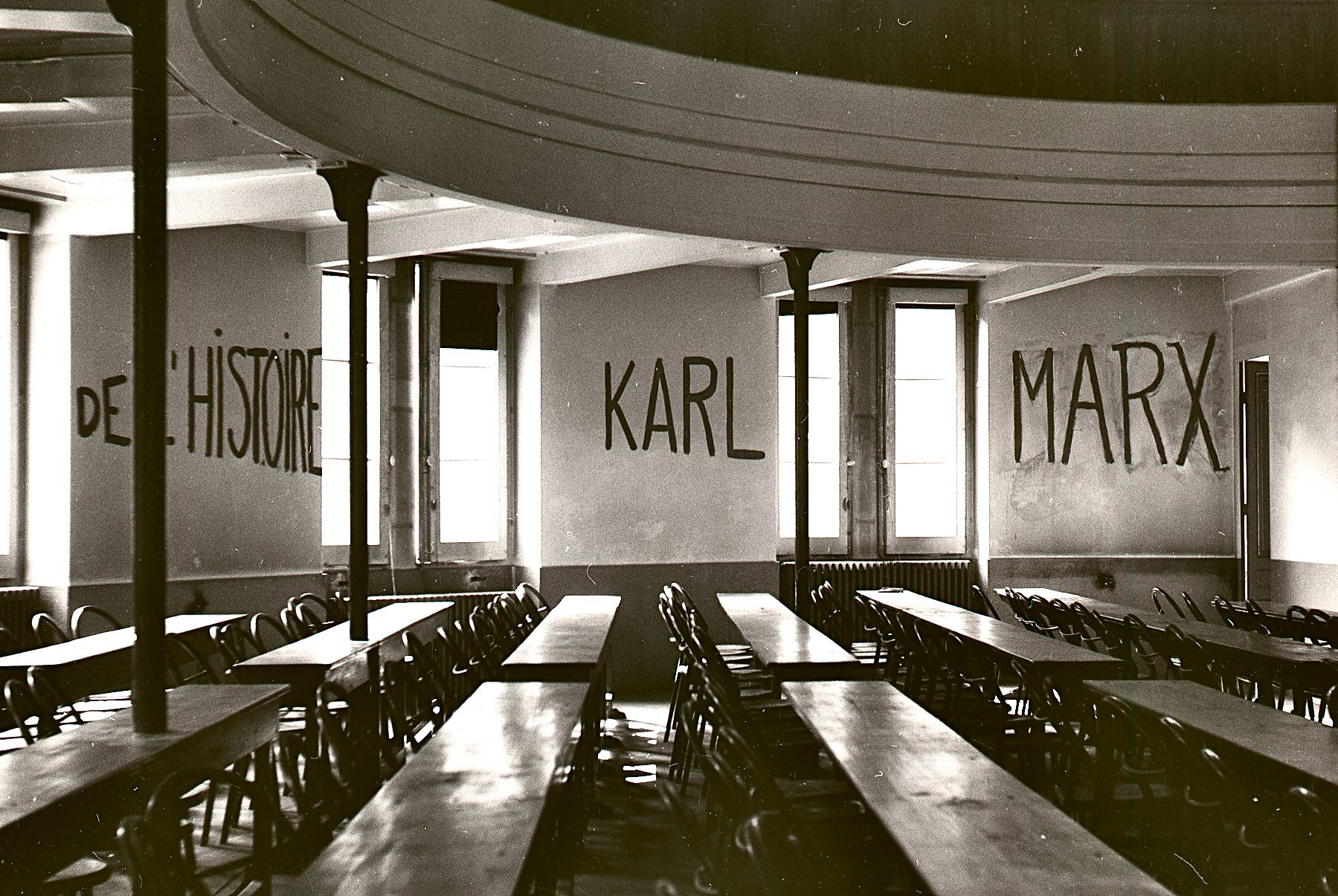
Pintades en una aula a la Universitat de Lió durant les protestes en 1968

Després de mesos de conflictes entre estudiants i autoritats universitàries de París Nanterre, l'administració va tancar la universitat el 2 de maig de 1968. Els estudiants de la Universitat de la Sorbona de París van reunir-se el 3 de maig per a protestar contra el tancament i l'amenaça d'expulsió de diversos estudiants a Nanterre.
El dilluns 6 de maig, la Unió Nacional dels Estudiants de França (UNEF), el sindicat estudiantil més gran de França, i el sindicat de professors universitaris van convocar una marxa per protestar contra la invasió policial de la Sorbona. Més de 20.000 estudiants, professors i simpatitzants van marxar cap a la Sorbona, encara tancada per la policia,que van iniciar càrregues amb porres, tan bon punt els manifestants s'hi van apropar. Encara que la majoria dels manifestants es va dispersar, alguns van començar a crear barricades del que hi havia a la mà, mentre que uns altres van llançar llambordes, obligant a la policia a retrocedir durant unes hores. Posteriorment la policia va carregar de nou contra la multitud, aquest cop amb gas lacrimogen i va arrestar centenars d'estudiants.
Els sindicats d'estudiants de secundària van donar suport als disturbis el 6 de maig. L'endemà, es van unir als universitaris, els professors i un a nombre creixent de treballadors joves a l'Arc del Triomf per exigir que es retiressin els càrrecs contra els manifestants, i que la policia es retirés i permetés que es reobrís la universitat. Les negociacions van donar-se per acabades i els estudiants van tornar a les universitats després que es divulgués una informació falsa segons la qual el govern havia acceptat reobrir-les. Quan els estudiants les van trobar tancades, les protestes van reiniciar-se amb més força.
El divendres 10 de maig, una multitud va congregar-se de nou a la Rive Gauche. Quan les Compagnies Républicaines de Sécurité van impedir-los de creuar el pont, els manifestants van aixecar de nou barricades. Quan les negociacions van fracassar l'endemà, la policia va atacar-los de nou de matinada. La confrontació, va durar fins al capvespre i es va saldar amb centenars de ferits i detinguts. Els manifestants van al·legar que les forces de seguretat van introduir agents provocadors que llençaren còctels molotov i cremaren cotxes durant els incidents. Les protestes foren narrades en directe per la radio i televisades l'endemà.
La reacció desmesurada del govern va provocar una nova onada de simpatia cap als vaguistes i molts dels cantants i poetes més importants del país se'ls van unir després de veure la brutalitat policial. Igualment alguns artistes nord-americans van començar a expressar el seu suport cap als vaguistes. Les grans federacions sindicals, la Confederació General del Treball (CGT) i la Força Obrera (CGT-FO), van convocar una vaga general d'un dia i una manifestació per al dilluns 13 de maig.
Més d'un milió de persones van manifestar-se a París aquell dia sense que la policia s'hi enfrontés. El primer ministre Georges Pompidou va anunciar personalment l'alliberament dels detinguts i la reobertura de la Sorbona. No obstant això, l'onada de vagues no va retrocedir i els manifestants es van tornar més actius.
Quan la Sorbona va tornar a obrir, els estudiants la van ocupar i la van declarar una "universitat popular" autònoma. L'opinió pública al principi va donar suport als estudiants, però ràpidament es va mostrar dividida. Això es deu en part, segons Mattei Dogan, al fet que alguns dels seus líders, convidats a aparèixer a la televisió nacional, "es comportessin com a utòpics irresponsables que volien destruir la societat de consum". No obstant això, en les setmanes que van seguir, es van establir prop de 401 comitès d'acció populars a París i altres llocs per traslladar queixes contra el govern i la societat francesa, incloent-hi el Comitè d'ocupació de Sorbona.

### Els treballadors s'uneixen als estudiants

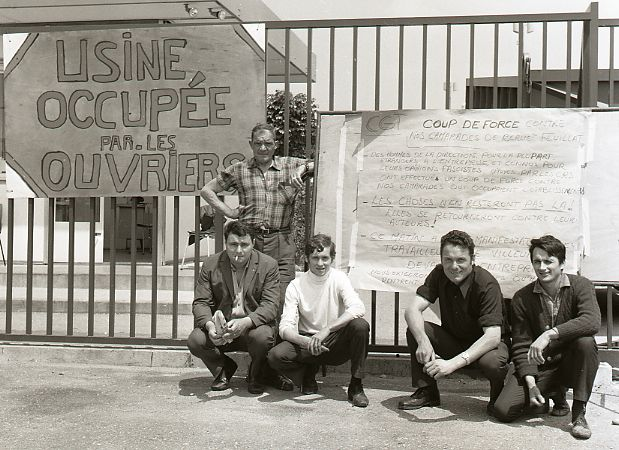
Treballadors davant d'una fàbrica ocupada al sud de França durant el Juny 1968.

Durant els dies següents, diversos grups de treballadors van començar a ocupar fàbriques. El 14 de maig s'iniciaren actes de protesta a la planta Sud Aviation, prop de la ciutat de Nantes, seguits per una altra vaga a una fàbrica de peces de Renault prop de Rouen, que es va estendre als complexos de fabricació de Renault a Flins-sur-Seine i al barri de Boulogne-Billancourt de París. Els obrers havien ocupat una cinquantena de fàbriques abans del 16 de maig, i més de 200.000 treballadors estaven en vaga el 17 de maig. Aquesta xifra va elevar-se fins a dos milions l'endemà i fins a deu milions durant la setmana següent, xifra que representava dos terços del total de treballadors.
Els sindicats no van liderar en la majoria de casos les vagues. La CGT va intentar canalitzar les protestes cap a demandes concretes sobre la pujada dels salaris, però els treballadors buscaven incloure demandes més ambicioses com la destitució del President de Gaulle i, en alguns casos, la potestat de controlar les fàbriques. Fins i tot en situacions en què els sindicats van aconseguir negociar millores substancials com l'increment del 35% del salari mínim, els treballadors van rebutjar tornar a la feina, contravenint les recomanacions dels líders sindicals. De fet, segons alguns autors, el moviment del 68 va incloure un important component antisindical contra les principals organitzacions (CGT, FO i CFDT), a qui molts veien més disposades a fer concessions als poders fàctics que no pas a implementar la voluntat de les bases.
El 25 i 26 de maig, es van firmar els coneguts com Acords de Grenelle al Ministeri d'Afers Socials. Aquests preveien un augment del 25% del salari mínim i del 10% dels sous mitjans, però van ser rebutjats i la vaga va continuar. La classe obrera i els principals intel·lectuals s'uniren en les demandes per un canvi profund en els drets dels treballadors. El 27 de maig, es va celebrar una reunió de la UNEF, la més destacada dels esdeveniments de maig de 1968, que va reunir entre 30.000 i 50.000 persones al Estadi Sébastien Charléty de París. Els parlaments durant la reunió van ser molt durs, i exigiren que el govern fos enderrocat i que se celebressin les eleccions.
Els socialistes van veure en les protestes l'oportunitat d'actuar com intermediaris entre de Gaulle i els comunistes. El 28 de maig, François Mitterrand, líder de la Federació de l'Esquerra Demòcrata i Socialista va declarar que "ja no hi havia estat" i va afirmar que estava disposat a formar un nou govern. Mitterrand havia rebut un 45% dels sufragis a les eleccions presidencials de 1965, un percentatge inusualment alt davant de De Gaulle. El 29 de maig, l'ex-primer ministre Pierre Mendès també va declarar que estava disposat a formar un nou govern; i a diferència de Mitterrand, estava disposat a incloure-hi els comunistes. Encara que els socialistes no tenien la capacitat dels comunistes de convocar grans manifestacions al carrer, tenien en aquell moment més del 20% del suport popular.

### De Gaulle abandona el país

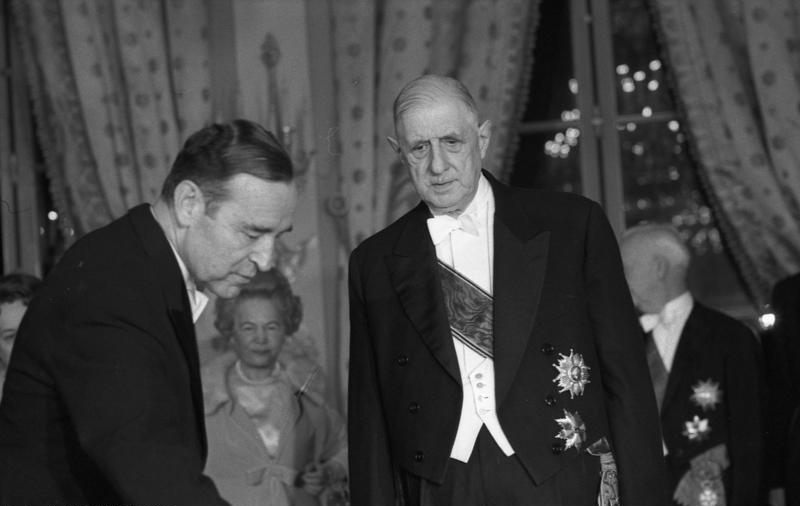
Charles de Gaulle, President de França en una imatge de 1968

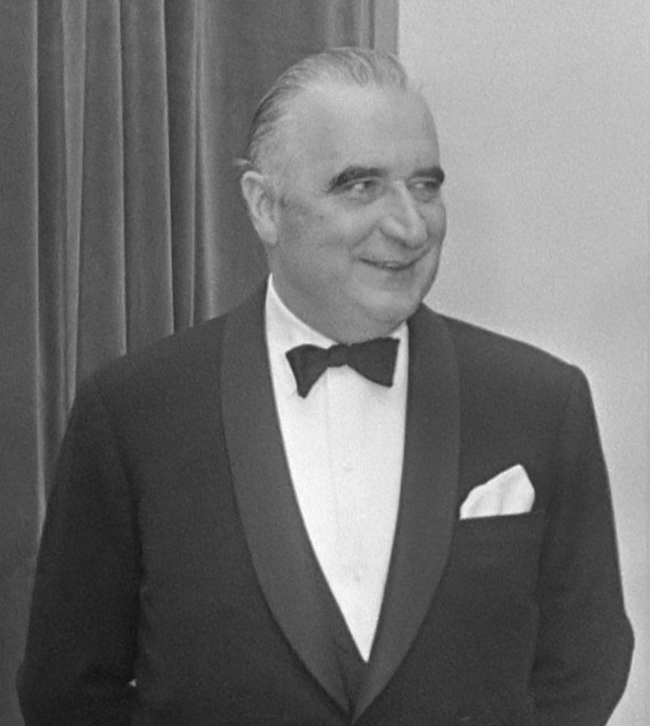
Georges Pompidou, Primer Ministre de França en una imatge de 1969

El matí del 29 de maig, de Gaulle va ajornar la reunió del Consell de Ministres convocada per a aquell dia i va emportar-se secretament els seus documents personals del Palau de l'Elisi. Li va dir al seu gendre Alain de Boissieu que no volia donar als manifestants l'oportunitat d'atacar l'Eliseu ni que es vessés sang per a defensar-lo. De Gaulle va rebutjar la petició del Primer Ministre Pompidou de dissoldre l'Assemblea Nacional, ja que creia que el seu partit perdria les eleccions resultants. A les 11:00 a.m., va dir a Pompidou: "Jo sóc el passat, tu ets el futur; et dono suport".
El govern va anunciar que de Gaulle era a la seva casa de camp a Colombey-les-Deux-Églises i que tornaria l'endemà, per la qual cosa es van escampar els rumors que preparava el seu discurs de dimissió. No obstant això, l'helicòpter presidencial no va arribar a Colombey i de Gaulle no va dir a ningú del govern on seria i durant més de sis hores va romandre desaparegut. La situació va sorprendre als francesos, fins i tot per al mateix Pompidou a qui se'l cita cridant "Ha fugit del país!".
Durant aquest període el govern havia deixat de funcionar eficaçment. Més tard, Édouard Balladur va escriure que, com a primer ministre, Pompidou "era tot el govern", ja que la majoria dels funcionaris eren "un grup incoherent de confabuladors" que creien que aviat es produiria una revolució. Segons sembla, un amic del primer ministre va arribar a oferir-li una arma, amb el convenciment que la necessitaria i Pompidou li va aconsellar que tornés a casa. També hi ha testimonis d'algun oficial que va començar a cremar documents, o d'un altre que semblava que preparava una fugida en cotxe. Durant alguns dies la benzina per a automòbils privats va deixar d'estar disponible i retirar diners dels bancs era molt difícil. Alguns ciutadans van tractar de fugir amb avions privats o d'obtenir documents falsos.
Pompidou va intentar sense èxit que els militars seguissin els helicòpters de De Gaulle per radar, però aviat es va assabentar que havia anat al quarter de l'exèrcit francès a Baden-Baden (Alemanya Occidental), per reunir-se amb el general Jacques Massu. Sembla que aquest va convèncer a De Gaulle per tornar a França, ja que comptava amb el suport dels militars, així que va reconvocar la reunió del consell de ministres pel dia 30 de maig i va tornar a Colombey a les 6 de la tarda. La seva dona Yvonne hauria donat les joies familiars al seu fill i la seva filla, que es van quedar a Baden uns quants dies més, per la seva seguretat, cosa que indicava que De Gaulle encara considerava una possible fugida a Alemanya. Massu va mantenir com un secret d'estat la pèrdua de confiança de De Gaulle fins que altres van divulgar-la el 1982, després de la mort del president. Fins aleshores, la majoria dels cronistes creien que la desaparició es devia a una voluntat de demostrar el buit de poder que existia sense ell, cosa que podria haver aconseguit en part.
El 30 de maig, entre 400.000 i 500.000 manifestants liderats per la CGT van manifestar-se a París, cantant: "Adéu, de Gaulle!". Maurici Grimaud, cap de la policia de París, va exercir un paper clau a l'hora d'evitar la revolució dialogant i espiant als revolucionaris, per tal d'evitar l'ús de la força. Encara que els líders comunistes van negar posteriorment que haguessin planejat un aixecament armat i que els militants extremistes eren una minoria, en general aquests van sobreestimar la posició de força de De Gaulle, com demostrava la seva fugida a Alemanya. Algunes publicacions afirmen igualment que els comunistes, entre els quals hi havia una majoria de moderats, van oposar-se activament a la revolució, ja que creien que aquests havien de prendre el poder a través d'eleccions legals, i no del conflicte armat.
Els esdeveniments durant aquests dies va centrar-se quasi exclusivament al voltant de l'àrea metropolitana de París. Si la rebel·lió hagués ocupat edificis públics claus a París, el govern, amb l'experiència dels fets de 1871 estava preparat per portar militars de fora de París per prendre la ciutat. La situació no obstant va ser molt inestable durant dies, i es considera que d'haver intervingut l'exèrcit la situació podria haver-se descontrolat, ja que molts dels militars eren reclutats forçosos de la mateixa edat dels manifestants. En una enquesta immediatament posterior als fets, es conclou que el 20% dels francesos donaven suport a la revolució i fins al 33% haguessin combatut activament una intervenció armada de l'estat.
El mateix 30 de maig, a les 14.30h, Pompidou va convèncer finalment a de Gaulle per dissoldre l'Assemblea Nacional i convocar noves eleccions amb l'amenaça de deixar el càrrec. A les 16:30h, el president va fer un discurs en el que descartava dimitir, anunciava eleccions anticipades per al 23 de juny i ordenava que els treballadors tornessin a treballar, amenaçant d'establir un estat d'emergència si no ho feien. El govern havia filtrat prèviament als mitjans de comunicació que l'exèrcit estava mobilitzat als afores de París llest per actuar. Immediatament després del discurs, uns 800.000 seguidors de De Gaulle es manifestaren als Camps Elisis agitant la bandera nacional; en un moviment que els gaullistes haurien plantejat durant dies, i que va atreure gent de diverses edats i tendències polítiques, preocupades per la situació. Els comunistes van acceptar les eleccions, acabant així amb l'amenaça d'una revolució.

## Juny i juliol
A partir d'aquest moment, el sentiment revolucionari dels estudiants i els treballadors va decréixer significativament. Els treballadors van tornar a treballar o van ser expulsats de la seva planta per la policia. La Unió Estudiantil Nacional va convocar manifestacions del carrer, el govern va prohibir diverses organitzacions d'esquerres i la policia va prendre la Sorbona el 16 de juny. Contràriament als temors de De Gaulle, el seu partit va obtenir una victòria aclaparadora a les eleccions celebrades al juny amb 353 escons de 486, mentre que els socialistes i els comunistes en van obtenir 57 i 34 respectivament.
Els analistes destquen com Declaració de febrer i la seva promesa d'incloure comunistes en el govern probablement va afectar els socialistes en les eleccions. Els seus oponents citaren l'exemple del govern del Front Nacional Txecoslovac de 1945, que va conduir al cop d'estat de 1948. Els votants socialistes també estaven dividits i el 44% pensaven que els comunistes intentarien prendre el poder un cop al govern (afirmació que compartien fins al 30% dels comunistes).
En el Dia de la Bastilla, van tornar a convocar-se manifestacions al Barri Llatí, liderades per estudiants socialistes, d'esquerres i comunistes que portaven bandes de color vermell al braç i per anarquistes, que les portaven negres. La policia de París i les Compagnies Républicaines de Sécurité van carregar durament contra els manifestants a partir de les 10 del vespre i van continuar durant la nit, amb multitud de d'informes de ferits que arribaven als hospitals. Hi va haver també víctimes entre turistes que eren a les ciutats per a passar les festes, inclosa una possible agressió sexual per part de policies a dues estudiants britàniques en una comissaria. El governs britànic i el d'Alemanya Occidental van presentar queixes formals pels fets.
Malgrat el teòric triomf de Charles de Gaulle en les eleccions, aviat es va veure que no seria capaç de capitalitzar-lo personalment. Les enquestes d'opinió consideraven que el president era massa vell, massa autoritari i massa conservador. Després de perdre un referèndum per a una reforma constitucional el 27 d'abril de 1969 va haver de dimitir i convocar eleccions a la presidència, a les que no es tornaria a presentar, i que va guanyar l'aleshores Primer ministre Georges Pompidou. S'iniciaria aleshores un període que alguns qualificarien com "Gaullisme sense De Gaulle". El general va morir només un any després, pocs dies abans de complir el 80 anys.

## Conseqüències
Segons el filòsof Ramon Alcoberro, la revolta del 68 comportà 10 canvis radicals remarcables a la societat:
1. La joventut: nou subjecte històric: Abans del maig del 68 la segregació a les aules fou una realitat, tant a la primària com al batxillerat. Només se n'escapà la petita minoria universitària. A partir d'aleshores sorgí una moda, una música i una ràdio dirigida a la joventut, entesa com un tot.
2. Dret al propi cos, avortament i divorci: Sota el lema «Un home de cada dos és dona» un nou moviment feminista emergí donant peu la modernització de la normativa relacionada amb l'avortament (llei Veil de 1974) i el divorci de mutu acord (1975).
3. Crisi dels valors del patriarcat: El maig de 68 s'erigí com una de les revoltes més reeixides a l'hora d'anar més enllà de l'atac al poder polític per desestabilitzar els valors del sistema patriarcal, especialment en l'estructura de la família.
4. Augment dels salaris: L'any 1968 el conjunts dels salaris reals de l'Estat francès augmentaren un 10% i el salari mínim interprofessional, cobrat per més de 2 milions de persones, creixí espectacularment. Cal tenir present que el creixement interanual del PIB durant la dècada de 1960 se situà en més del 6%.
5. Avenços en l'Ensenyament: El model educatiu imperant -elitista, memorístic i sense activitat extraescolar- entrà en crisi gràcies als nous moviments de renovació pedagògica.
6. Crisi del sindicalisme: El sindicalisme fou, possiblement, el principal afectat de la revolta, tot i que mantingué durant els anys següents un paper rellevant en la conflictivitat laboral d'Europa. S'obrí així la nova era de la post-industrialització.
7. Autonomia personal i rebuig a l'autoritarisme: D'ençà, la crítica a l'autoritarisme polític esdevé una qüestió hegemònica en l'opinió pública, així com el rebuig a la tradició heretada en favor a de l'experiència vital.
8. L'individualisme: Alguns intel·lectuals d'esquerres titllaren a trotskistes i maoistes de consolidar l'individualisme quan trencaren amb les pràctiques comunitàries en comptes de rebel·lar-se contra la societat de consum.
9. El sorgiment dels "psi-": Sigmund Freud fou un dels autors clàssics que emergiren durant la revolta a conseqüència de l'apoderament de la psicologia i la neurologia en detriment de la religiositat. Aquest fenomen s'explicà per la revalorització de la vida quotidiana.
10. La revolució quotidiana: Amb el maig del 68, el centre del debat polític es desplaçà de l'esfera exclusivament pública a l'esfera privada. Des d'aleshores, en política, una és indestriable de l'altra.

## Llegat
El llegat del maig del 68 és molt remarcable i abasta gran multitud de gèneres i estils durant dècades.

### Cinema
El film Baisers volés de François Truffaut de 1968, té lloc a París durant els esdeveniments del maig francès i conté nombroses referències als fets. El film va ser nominat al Oscar a la millor pel·lícula de parla no anglesa. També la pel·lícula Tot va bé (1972) de Jean-Luc Godard explora la continua lluita de classes a la societat francesa durant els anys posteriors al maig del 68. Tant Truffaut com Godard van pressionar per la cancel·lació del Festival de Cinema de Canes de 1968 que havia de celebrar-se justament durant el mes de maig. Altres pel·lícules que fan referència als fets inclouen La Maman et la Putain (1973) de Jean Eustache, May Fools (1990) de Louis Malle o Els somiadors (2003) de Bernardo Bertolucci.

### Música
El cantautor anarquista Léo Ferré va escriure moltes cançons sobre el maig francès, entre elles "L'Été 68", "Paris je ne t'aime plus" (1970) o "Il n'y a plus rien" (1973). La cançó de Claude Nougaro "Paris Mai" (1969) també tracta sobre els fets, així com l'àlbum de Vangelis Fais que ton rêve soit plus long que la nuit o la cançó dels Stone Roses "Bye Bye Badman", del seu àlbum homònim. A la portada d'aquest darrer hi apareix la bandera francesa i diverses llimones (que s'utilitzaven per anul·lar els efectes del gas lacrimogen).

### Literatura
El 2011 es va publicar el llibre Beauty Is in the Street, un recopilatori de cartells del maig del 68. L'argument de la novel·la Maletes perdudes de Jordi Puntí, que va rebre el Premi Lletra d'Or i el Premi de la Crítica de narrativa catalana, se situa en part durant els fets del maig francès.

### Eslògans i grafits

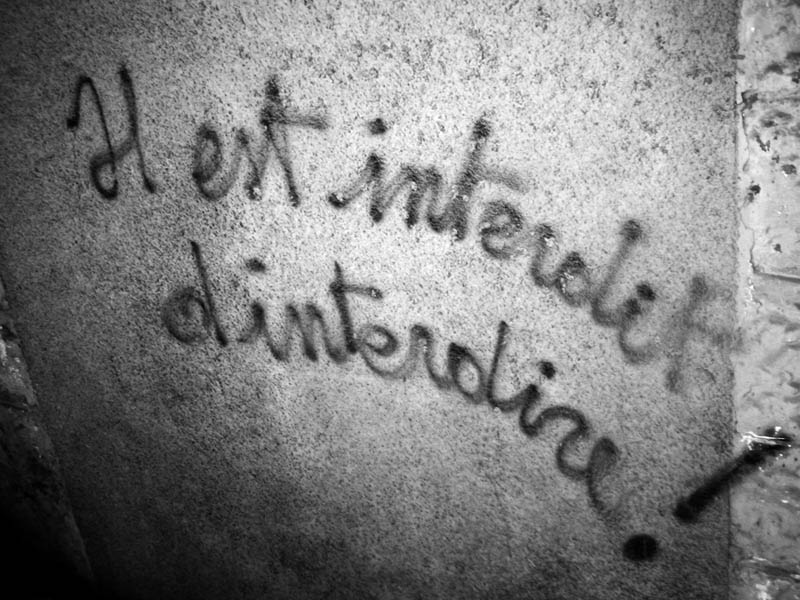
"Prohibit prohibir", reproducció d'un grafit de 1968.

Molts dels eslògans creats durant el maig francès van perdurar després de la protesta i formen part de la cultura popular.
- Il est interdit d'interdire ("Prohibit prohibir").[18]
- Élections, piège à con ("Eleccions, trampa per idiotes").[19]
- Je suis Marxiste—tendance Groucho. ("Soc marxista, tendència Groucho")[20]
- Marx, Mao, Marcuse![21][22][23] Abreviat com a "3M".[24]
- Cela nous concerne tous. ("Això ens afecta a tots.")
- Soyez réalistes, demandez l'impossible. ("Siguem realistes, demanem l'impossible.")[25]
- "Quan l'Assemblea Nacional es torna un teatre burgès, els teatres burgesos s'han de tornar Assemblees Nacionals" (Escrit sobre l'entrada del Teatre Odéon, ocupat durant les protestes.)[26]
- Sous les pavés, la plage! ("Sota les pedres, la platja.")